# Donis Avdijaj
Pour les articles homonymes, voir Avdijaj.
Donis Avdijaj, né le 25 août 1996 à Osnabrück, est un footballeur international kosovar qui évolue au poste d'ailier au Wolfsberger AC.

## Biographie

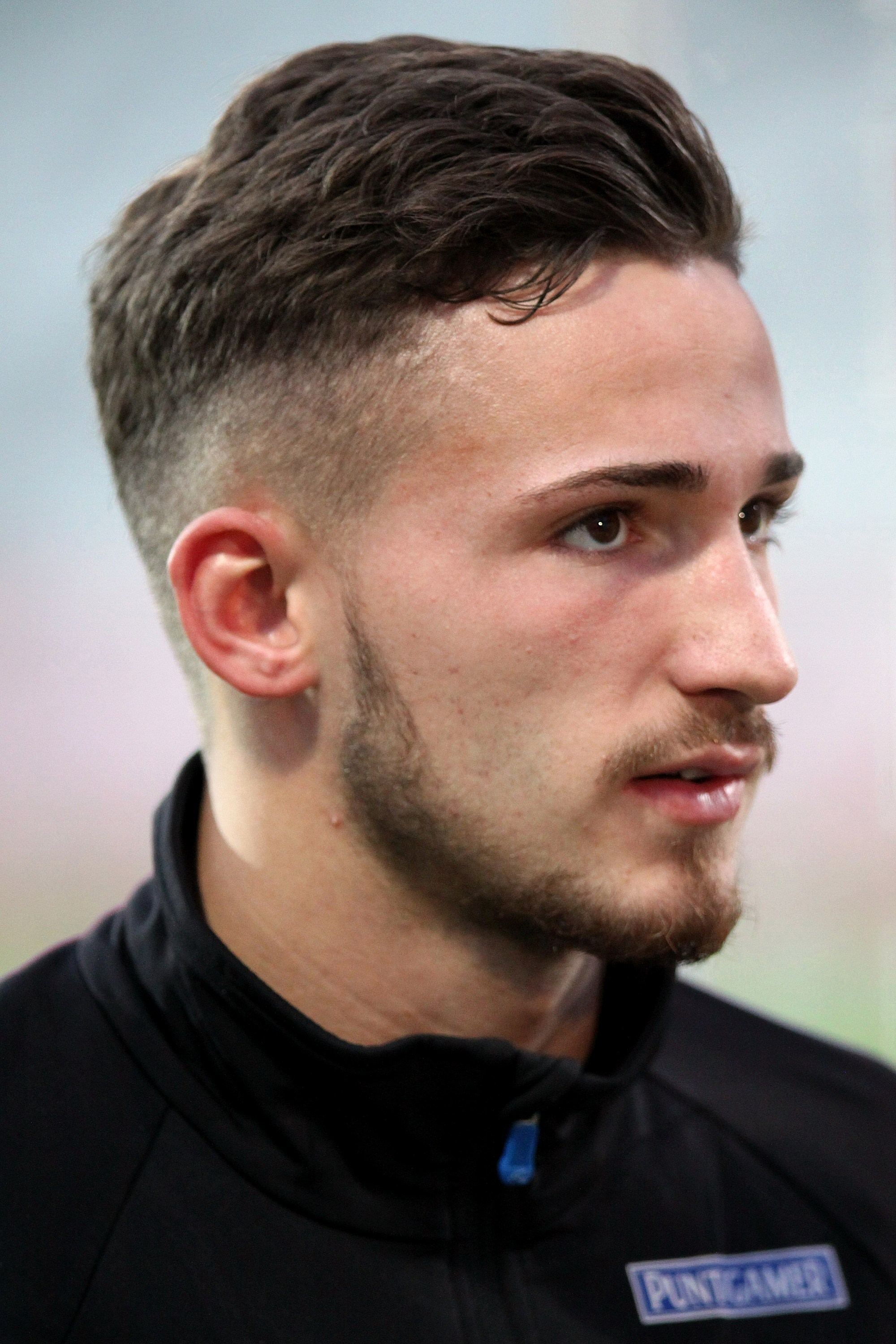
Avdijaj en 2015

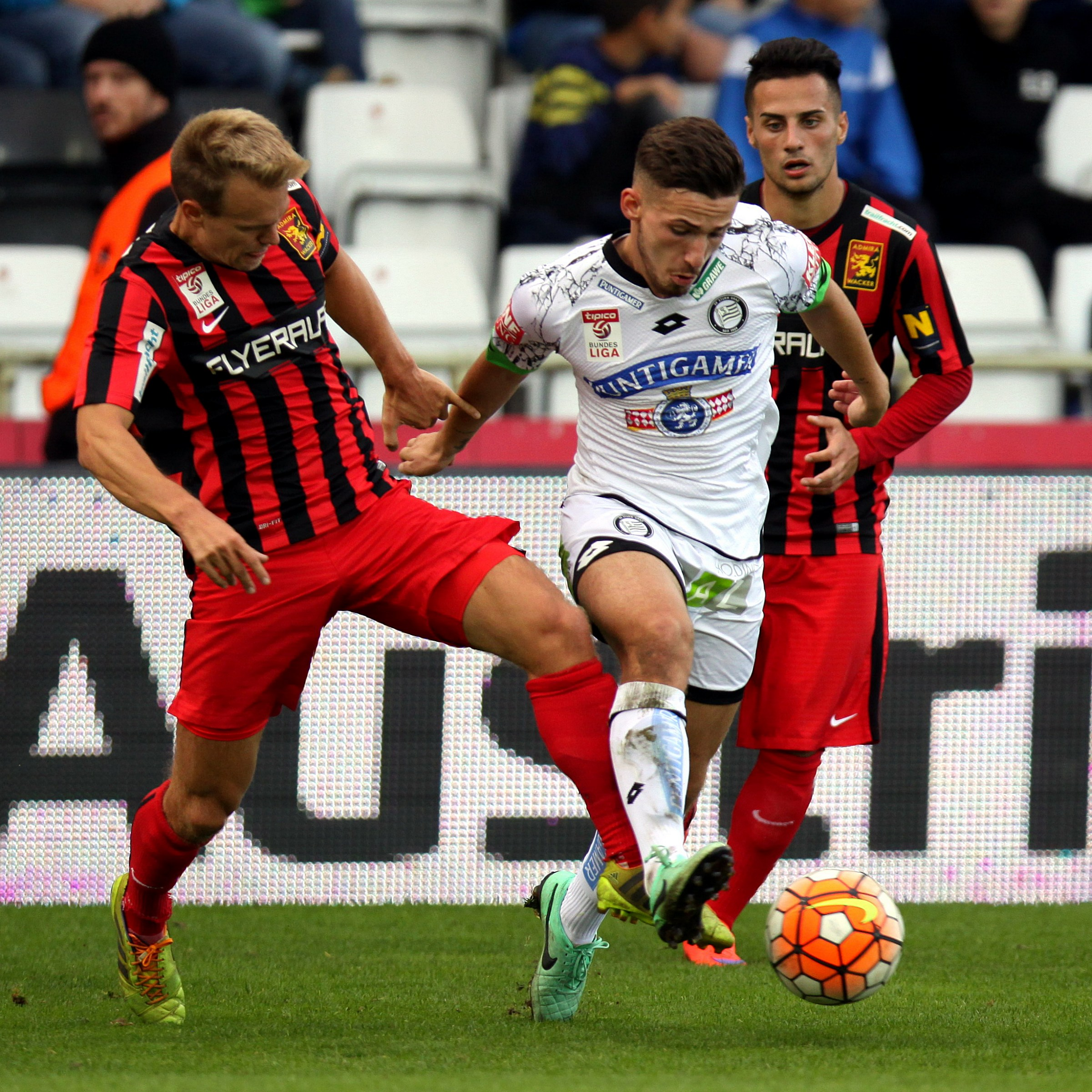
Avdijaj avec le Sturm Graz en 2015

### Débuts
Donis Avdijaj est né de parents kosovars originaires d'Istok, et a grandi en Basse-Saxe à Osnabrück. À cinq ans, il a commencé le football au SV Atter, un club de quartier à Osnabrück. Après cinq ans passés au SV Atter, il intègre la section de jeunes du VfL Osnabrück. En 2011, il rejoint le centre de formation de Schalke 04.
Il a étudié à la Gesamtschule Berger Feld jusqu'à la saison 2012-2013.

### Carrière professionnelle
Après avoir inscrit 59 buts en 53 matchs pour les moins de 17 ans, et 17 buts en 24 matchs pour les moins de 19 ans, Donis Avdijaj est devenu membre de l'équipe première de Schalke 04. Il fut appelé pour la première fois lors d'un match comptant pour la Ligue des champions contre Chelsea (match nul 1-1), durant lequel il n'est pas rentré. Après l'intérêt prononcé par Liverpool, son club de Schalke 04 décide de lui fixer une clause libératoire de 41 millions de livres.
Le 30 juillet 2015, il inscrit un but en Ligue Europa contre le club russe du Rubin Kazan. C'est son premier but inscrit lors d'une compétition européenne.
Le 12 novembre 2020, il s'engage pour une saison en faveur du FC Emmen[réf. nécessaire].
Le 29 août 2021, il s'engage pour deux saisons en faveur du club autrichien du TSV Hartberg.

## Statistiques
| Saison                | Club                  | Championnat           | Championnat | Championnat | Championnat | Coupe(s) nationale(s) | Coupe(s) nationale(s) | Coupe(s) nationale(s) | Compétition(s) continentale(s) | Compétition(s) continentale(s) | Compétition(s) continentale(s) | Compétition(s) continentale(s) | Total | Total | Total |
| Saison                | Club                  | Division              | M.          | B.          | P.d.        | M.                    | B.                    | P.d.                  | Comp.                          | M.                             | B.                             | P.d.                           | M.    | B.    | P.d.  |
| 2014-2015             | SK Sturm Graz (prêt)  | Bundesliga            | 17          | 6           | 3           | -                     | -                     | -                     | -                              | -                              | -                              | -                              | 17    | 6     | 3     |
| 2015-2016             | SK Sturm Graz (prêt)  | Bundesliga            | 25          | 3           | 7           | 2                     | 3                     | 1                     | C3                             | 1                              | 1                              | 0                              | 28    | 7     | 8     |
| Sous-total            | Sous-total            | Sous-total            | 42          | 9           | 10          | 2                     | 3                     | 1                     | -                              | 1                              | 1                              | 0                              | 45    | 13    | 11    |
| 2016-2017             | Schalke 04            | Bundesliga            | -           | -           | -           | -                     | -                     | -                     | C3                             | 1                              | 0                              | 0                              | 1     | 0     | 0     |
| Total sur la carrière | Total sur la carrière | Total sur la carrière | 42          | 9           | 10          | 2                     | 3                     | 1                     | -                              | 2                              | 1                              | 0                              | 46    | 13    | 11    |